# Pyrrosia
Genre
Synonymes
- Cyclophorus Desv., 1811

Les pyrrosies - Pyrrosia - est un genre de fougères de la famille des Polypodiacées. 
Ce sont des fougères épiphytes ou  épipétriques qui sont originaires d'Asie principalement.
Nom chinois : 石韦属

## Description
Les Pyrrosies sont des fougères pérennes, au feuillage persistant, au rhizome long et traçant.
Les frondes sont simples, monomorphiques bien qu'elles puissent être fertiles ou stériles (quelques espèces peuvent disposer de frondes légèrement dimorphiques). Elles sont coriaces et couvertes de poils en étoile, une des caractéristiques du genre.
Les sores sont ronds, oblongues ou linéaires, à l'extrémité des veines, sans indusie, disposés parallèlement à la nervure centrale dans la partie supérieure de la fronde fertile.
Les sporanges sont jaunes à brun à maturité.

## Habitat et répartition
Les Pyrrosies sont des fougères épiphytes (qui poussent sur les arbres) ou épipetriques (qui poussent sur les rochers). Leur aire de répartition naturelle s'étend de Madagascar à l'Asie orientale (principalement la Chine), l'Australie et l'Océanie.
L'usage ornemental de certaines espèces ont répandu ce genre dans beaucoup de régions à climat tempéré.

## Utilisation
Ces fougères sont un peu diffusées en plantes ornementales, pour leur bonne rusticité.
La pharmacopée chinoise utilise les feuilles séchées de quelques espèces pour des affections des bronches et urinaires (site de médecine chinoise).

## Liste des espèces
La liste des espèces est issue des index IPNI (The International Plant Names Index), du jardin botanique du Missouri (Tropicos) et The Plant List à la date de novembre 2012, avec une recherche bibliographique sur la bibliothèque numérique Biodiversity Heritage Library, dans l'ouvrage de base de Peter Hans Hovenkam, dans les ouvrages de William Jackson Hooker (Species filicum) ainsi que celui de Christenses (Index filicum) qui présentent une aide préciseuses pour les espèces complètement non indexées (voire des genres entiers comme Antrhophyum) et, pour les espèces concernées, l'index Catalogue of life, China. Les espèces conservées dans le genre sont mises en caractères gras.
- Pyrrosia abbreviata (Zoll. & Moritzi) Tagawa (1973) - synonymes : Cyclophorus abreviatum (Zoll. & Moritzi) C.Chr., Lemmaphyllum abbreviatum (Zoll. & Moritzi) Kuhn & C.Chr.,Niphobolus abbreviatus Zoll. & Mor., Sphaerostichum abreviatum (Zoll. & Moritzi) C.Presl[2].
- Pyrrosia acrostichoides (G.Forst.) Ching (1935) : voir Pyrrosia longifolia (Burm.f.) C.V.Morton
- Pyrrosia adnascens (Sw.) Ching (1935) - synonymes : Craspedaria pertusa (Roxb. ex Hook.) Link, Cyclophorus adnascens (Sw.) C.Chr., Cyclophorus bamleri Rosenst., Cyclophorus pustulosus Christ, Cyclophorus stellatus Copel., Niphobolus carnosus Blume, Niphobolus caudatus Kaulf., Niphobolus chamissonianus C.Presl, Niphobolus elongatus Blume, Niphobolus spathulifer Bory, Polypodium adnascens Sw., Polypodium caudatum (Kaulf.) Mett., Polypodium pachydermum Baker, Polypodium pertusum Roxb. ex Hook., Pyrrosia caudata (Kaulf.) Ching, Pyrrosia dimorpha (Copel.) Parris, Pyrrosia pachyderma (Baker) Ching, Pyrrosia stellata (Copel.) Parris[3]
  - Pyrrosia adnascens fo. calcicola K.H.Shing (1997)
- Pyrrosia africana (Kunze) F.Ballard (1937) - synonymes : Cyclophorus africanus (Kunze) C.Chr., Gyrosorium africanum (Kunze) C.Presl, Niphobolus africanus Kunze, Niphobolus africanus var. major Kunze, Niphobolus africanus var. minor Kunze, Polypodium africanum (Kunze) Mett. (non Desv.)[4]
- Pyrrosia aglaophylla (Copel.) Copel. (1960) - synonyme : Cyclophorus aglaophyllus Copel.
- Pyrrosia albicans (Blume) Ching (1935) - synonymes : Cyclophorus albicans (Blume) C.Presl, Niphobolus albicans Blume, Polypodium albicans (Blume) Mett.
- Pyrrosia angustata (Sw.) Ching (1935) - synonymes : Cyclophorus angustatus (Sw.) Desv., Gyrosorium angustatum (Sw.) C.Presl, Niphobolus angustatus (Sw.) Spreng., Niphobolus sphaerocephalus Hook. & Grev., Niphopsis angustatum (Sw.) J.Sm., Pleopeltis angustata (Sw.) C.Presl, Polypodium angustatum Sw., Polypodium coriaceum Roxb., Polypodium sphaerocephalum (Hook. & Grev.) Wall. ex Mett., Phymatodes sphaerocephala (Hook. & Grev.) C.Presl[5]
- Pyrrosia angustissima (Giesenh. ex Diels) Tagawa & K.Iwats. (1975) - synonymes : Cyclophorus sasakii Hayata, Cyclophorus taenioides C.Chr., Niphobolus angustissimus Giesenh ex Diels, Polypodium angustissimum Baker, Saxiglossum angustissimum (Giesenh. ex Diels) Ching, Saxiglossum sasakii (Hayata) Tagawa, Saxiglossum taeniodes (C.Chr.) Ching
- Pyrrosia arunachalensis Sarn.Singh & Panigrahi (2005)
- Pyrrosia assimilis (Baker) Ching (1935) - synonymes : Cyclophorus assimilis (Baker) C.Chr., Cyclophorus assimilis var. mollifrons Hand.-Mazz., Niphobolus assimilis (Baker) Diels, Polypodium assimile Baker
  - Pyrrosia assimilis f. lobata (C.Chr.) Ching (1935) - synonyme : Cyclophorus assimilis f. lobata C.Chr.
- Pyrrosia assimilis var. longissima Ching (1945)
- Pyrrosia asterosora (Baker) Hovenkamp (1984) - synonymes : Cyclophorus asterosorus (Baker) C.Chr., Polypodium asterosorum Baker
- Pyrrosia avaratra Rakotondr. & Hovenkamp (2012)
- Pyrrosia beddomeana (Giesenh.) Ching (1935) : voir Pyrrosia costata (Wall. ex C.Presl) Tagawa & K.Iwats.
- Pyrrosia bicolor (Kaulf.) Ching (1935) : voir Pyrrosia serpens (G.Forst.) Ching
- Pyrrosia birii P.C.Pande & H.C.Pande (1995)
- Pyrrosia blepharolepis (C.Chr.) Ching (1935) - synonyme : Cyclophorus blepharolepis C.Chr., Niphobolus tricholepis (Mett. ex Kuhn) Carr., Polypodium tricholepis Mett. ex Kuhn
- Pyrrosia bonii (Christ) Ching (1935) : voir Pyrrosia subfurfuracea (Hook.) Ching
- Pyrrosia boothii (Hook.) Ching (1935) - synonymes : Cyclophorus boothii (Hook.) C.Chr., Cyclophorus subvelutinus (Christ) C.Chr., Niphobolus boothii (Hook.) Bedd., Niphobolus subvelutinus Christ, Polypodium boothii Hook., Pyrrosia subvelutina (Christ) Ching
- Pyrrosia borneensis (Copel.) K.H.Shing (1983) - synonyme : Cyclophorus borneensis Copel.
- Pyrrosia brassii (Copel.) Pic.Serm. (1977) - synonyme : Cyclophorus brassii Copel.
- Pyrrosia calvata (Baker) Ching (1935) : voir Pyrrosia subfurfuracea (Hook.) Ching
- Pyrrosia caudata (Kaulf.) Ching (1935) : voir Pyrrosia adnascens (Sw.) Ching
- Pyrrosia caudifrons Ching, Boufford & K.H.Shing (1983) : voir Pyrrosia lingua (Thunb.) Farw.
- Pyrrosia ceylanica (Giesenh.) Sledge (1960) - synonymes : Cyclophorus ceylanicus (Giesenh.) C.Chr., Niphobolus ceylanicus Giesenh.
- Pyrrosia chinensis Mirb. (1803) : voir Pyrrosia stigmosa (Sw.) Ching
- Pyrrosia christii (Giesenh.) Ching (1935) - synonyme : Cyclophorus christii (Giesenh.) C.Chr., Niphobolus christii Giesenh.
- Pyrrosia coccideisquamata Gilli (1978) : voir Pyrrosia longifolia (Burm.f.) C.V.Morton
- Pyrrosia confluens (R.Br.) Ching (1935) - synonymes : Cyclophorus confluens (R.Br.) C.Chr., Cyclophorus confluens fo. lobatus (F.M.Bailey) Domin, Niphobolus confluens (R.Br.) Spreng., Polypodium confluens R.Br., Polypodium confluens forma liberatum F.M.Bailey, Polypodium confluens var. lobatum F.M.Bailey
  - Pyrrosia confluens var. dielsii (C.Chr.) Hovenkamp (1984) - synonymes : Cyclosorus dielsii C.Chr., Pyrrosia dielsii (C.Chr.) Tindale
- Pyrrosia cornuta (Copel.) Tagawa (1949) : voir Pyrrosia lanceolata (L.) Farw.
- Pyrrosia costata (Wall. ex C.Presl) Tagawa & K.Iwats. (1967) - synonymes : Apalophlebia costata (Wall. ex C.Presl) C.Presl, Apalophlebia venosa (Blume) C.Presl[6], Cyclophorus beddomeanus (Giesenh.) C.Chr., Nephrodium costatum Bedd., Niphobolus beddomeanus Giesenh., Niphobolus costatus Wall. ex C.Presl, Niphobolus venosus Blume[7], Polypodium costatum (Wall. ex C.Presl) Mett., Pyrrosia beddomeana (Giesenh.) Ching
- Pyrrosia davidii (Giesenh.) Ching (1965) : voir Pyrrosia porosa (C.Presl) Hovenkamp
- Pyrrosia dielsii (C.Chr.) Tindale (1961) : voir Pyrrosia confluens var. dielsii (C.Chr.) Hovenkamp
- Pyrrosia dimorpha X.H.Guo & S.B.Zhou (2005) : homonyme (nom illégal) mais espèce nouvelle à renommer (Pyrrosia guo-zhouiana par exemple)
- Pyrrosia dimorpha (Copel.) Parris (1980) : voir Pyrrosia adnascens (Sw.) Ching
- Pyrrosia dispar (Christ) K.H.Shing (1983) - synonyme : Cyclophorus dispar Christ
- Pyrrosia distichocarpa (Mett.) K.H.Shing (1983) - synonymes : Cyclophorus distichocarpus (Mett.) C.Chr., Polypodium distichocarpum Mett.
- Pyrrosia drakeana (Franch.) Ching (1935) - synonymes : Cyclophorus drakeanus (Franch.) C.Chr., Niphobolus drakeanus (Franch.) Diels, Niphobolus drakeanus fo. elongata Christ ex Diels , Polypodium drakeanum Franch.
- Pyrrosia eberhardtii (Christ) Ching (1935) - synonyme Cyclophorus eberhardtii Christ
- Pyrrosia eleagnifolia (Bory) Hovenkamp (1984) - synonyme : Polypodium eleagnifolium Bory
- Pyrrosia ensata Ching & K.H.Shing (1997)
- Pyrrosia fallax (Alderw.) M.G.Price (1974) - synonyme : Drymoglossum fallax Alderw.
- Pyrrosia fengiana Ching (1941) - synonyme : Pyrrosia latifolia Ching & S.K.Wu
- Pyrrosia fissa (Blume) Mehra (1939) : voir Pyrrosia longifolia (Burm.f.) C.V.Morton
- Pyrrosia floccigera (Blume) Ching (1935) - synonymes : Cyclophorus annamensis (Christ) C.Chr., Cyclophorus flocciger (Blume) C.Presl, Niphobolus annamensis Christ, Niphobolus flocciger Blume, Niphobolus loriformis Kunze, Polypodium floccigerum (Blume) Mett., Polypodium floccigerum var. latifolia Mett., Polypodium floccigerum var. loriforme Mett.
- Pyrrosia flocculosa (D.Don) Ching (1935) - synonymes : Apalophlebia flocculosa (D.Don) C.Presl, Cyclophorus flocculosus (D.Don) C.Chr., Niphobolus detergibilis (Hook.) Bedd., Niphobolus flocculosus (D.Don) Spreng., Polypodium detergibile Hook.[8], Polypodium flocculosum D.Don
- Pyrrosia foveolata (Alston) C.V.Morton (1973) - synonyme : Cyclophorus foveolatus Alston
  - Pyrrosia foveolata var. lauterbachii (Christ) Hovenkamp (1984) - synonymes : Cyclophorus lauterbachii (Christ) C.Chr., Niphobolus lauterbachii Christ, Pyrossia lauterbachii (Christ) Ching
- Pyrrosia fuohaiensis Ching & K.H.Shing (1997)
- Pyrrosia gardneri (Mett.) Sledge (1960) - synonymes : Cyclophorus gardneri (Mett.) C.Chr., Niphobolus gardneri (Mett.) J.Sm., Polypodium gardneri Mett.
- Pyrrosia gralla (Giesenh.) Ching (1935) : voir Pyrrosia porosa (C.Presl) Hovenkamp
- Pyrrosia grandissima (Hayata) Ching (1935) : voir Pyrrosia sheareri (Baker) Ching
- Pyrrosia hastata (Thunb.) Ching (1935) - synonymes : Acrostichum hastatum Houtt.[9], Acrostichum hastatum Thunb., Cyclophorus hastatus (Houtt.) C.Chr., Niphobolus hastatus (Houtt.) Kunze, Niphobolus tricuspis (Sw.) J. Sm., Polycampium hastatum (Thunb.) C.Presl, Polypodium tricuspe Sw., Pyrrosia tricuspis (Sw.) Tagawa[10]
- Pyrrosia heteractis (Mett. ex Kuhn) Ching (1935) - synonymes : Niphobolus heteractis (Mett. ex Kuhn) J.Sm., Polypodium heteractis Mett. ex Kuhn, Pyrrosia lingua var. heteracta (Mett. ex Kuhn) Hovenkamp[11]
  - Pyrrosia heteractis var. minor (C.Chr.) Ching
- Pyrrosia heterophylla (L.) M.G.Price (1974) - synonymes : Acrostichum heterophyllum L.[12], Candollea heterophylla (L.) Mirb., Cyclophorus heterophyllus (L.) Desv., Cyclophorus spissus (Bory ex Willd.) Desv., Drymoglossum heterophyllum (L.) C.Chr., Niphobolus heterophyllus (L.) Spreng., Niphobolus spissus (Bory ex Willd.) Spreng., Polypodium spissum Bory ex Willd.[13]
- Pyrrosia intermedia (Goy) K.H.Shing (1983) - synonyme : Cyclophorus intermedius Goy[14]
- Pyrrosia jaintensis (C.B.Clarke) Ching (1983) : voir Pyrrosia laevis (J.Sm. ex Bedd.) Ching
- Pyrrosia kinabaluensis Hovenkamp (1984)
- Pyrrosia laevis (J.Sm. ex Bedd.) Ching (1935) - synonymes :  Cyclophorus laevis (J. Sm. ex Bedd.) C.Chr., Niphobolus laevis J. Sm. ex Bedd., Polypodium breve J.Sm. ex Baker, Polypodium jaintense C.B.Clarke, Polypodium laeve (J. Sm. ex Bedd.) Mett. ex Kuhn, Pyrrosia jaintensis (C.B.Clarke) Ching
- Pyrrosia lanceolata (L.) Farw. (1931) - synonymes : Acrostichum dubium Poir., Acrostichum lanceolatum L., Candollea lanceolata (L.) Mirb., Cyclophorus dimorphus Copel., Cyclophorus nudus (Giesenh.) C.Chr., Cyclophorus lanceolatus (L.) Alston, Cyclophorus varius (Kaulf.) Gaudich., Nipholobus lanceolatus (L.) Trimen (avec un homonyme Nipholobus lanceolatus (L.) Keyserl. mais issu du basionyme Polypodium lanceolatum L.), Niphobolus nudus Giesenh., Niphobolus varius Kaulf., Polypodium varium (Kaulf.) Mett., Pyrrosia nuda (Giesenh.) Ching, Pyrrosia varia (Kaulf.) Farw.[15]
- Pyrrosia lanuginosa (Giesenh.) Copel. (1960 ) - synonymes : Cyclophorus lanuginosus (Giesenh.) C.Chr., Niphobolus lanuginosus Giesenh.
- Pyrrosia latifolia Ching & S.K.Wu (1983) : voir Pyrrosia fengiana Ching
- Pyrrosia lauterbachii (Christ) Ching (1935) : voir Pyrrosia foveolata var. lauterbachii (Christ) Hovenkamp
- Pyrrosia liebuschii (Hieron.) Schelpe (1952) : voir Pyrrosia schimperiana var. liebuschii (Hieron.) Hovenkamp
- Pyrrosia linearifolia (Hook.) Ching (1935) - synonymes : Cyclophorus linearifolius (Hook.) C.Chr., Neoniphopsis linearifolia (Hook.) Nakai, Niphobolus linearifolius Hook., Polypodium linearifolium (Hook.) Hook.
  - Pyrrosia linearifolia var. heterolepis Tagawa (1949)
- Pyrrosia linearis Ching & S.K.Wu (1983)
- Pyrrosia lingua (Thunb.) Farw. (1931) - synonymes : Acrotischum lingua Thunb.[16], Cyclophorus bodinieri H.Lév., Cyclophorus lingua (Thunb.) Desv., Cyclophorus lingua var. angustifrons Hayata, Cyclophorus lingua var. attenuata Rosenst., Cyclophorus martinii (Christ) C.Chr., Cyclophorus taiwanense (Christ) C.Chr., Niphobolus lingua (Thunb.) Spreng., Niphobolus martinii Christ, Polycampium lingua (Thunb.) C.Presl, Polypodium lingua (Thunb.) Sw., Polypodium taiwanense Christ, Pyrrosia caudifrons Ching, Boufford & K.H.Shing, Pyrrosia martinii (Christ) Ching
  - Pyrrosia lingua var. heteractis (Mett. ex Kuhn) Hovenkamp (1984) : voir Pyrrosia heteractis (Mett. ex Kuhn) Ching
- Pyrrosia longifolia (Burm.f.) C.V.Morton (1946) - synonymes : Acrostichum longifolium Burm.f., Candollea longifolia (Burm.f.) Mirb., Cyclophorus acrostichoides (G.Forst.) C.Presl, Cyclophorus acrostichoides var. backeri Alderw., Cyclophorus acrostichoides f. carnosa Alderw., Cyclophorus acrostichoides var. fissum (Blume) Bonap., Cyclophorus acrostichoides var. gracilis Copel., Cyclophorus cinnamomeus Alderw., Cyclophorus induratus Christ, Cyclophorus longifolius (Burm.f.) Desv., Cyclophorus macropodus (Baker) C.Chr., Cyclophorus scolopendrium Desv., Cyclophorus valleculosus Alderw., Gyrosorium fissum (Blume) C.Presl, Niphobolus acrostichoides (G.Forst.) Bedd., Niphobolus fissus Blume, Niphobolus longifolius (Burm.f.) Spreng., Niphobolus puberulus Blume, Niphobolus scolopendrium (Desv.) T.Moore, Polypodium acrostichoides G.Forst., Polypodium fissum (Blume) Baker, Polypodium macropodum Baker, Pyrrosia acrostichoides (G.Forst.) Ching, Pyrrosia coccideisquamata Gilli, Pyrrosia fissa (Blume) Mehra, Pyrrosia macropoda (Baker) Ching
- Pyrrosia macrocarpa (Copel.) K.H.Shing (1983) - synonyme : Cyclophorus macrocarpa Copel.
- Pyrrosia macropoda (Baker) Ching (1935) : voir Pyrrosia longifolia (Burm.f.) C.V.Morton
- Pyrrosia madagascariensis (C.Chr.) Schelpe (1952) - synonyme : Cyclophorus madagascariensis C.Chr.
- Pyrrosia mannii (Giesenh.) Ching (1935) - synonyme : Niphobolus mannii Giesenh.
  - Pyrrosia mannii var. birii P.C.Pande & H.C.Pande (2003)
- Pyrrosia martinii (Christ) Ching (1965) : voir Pyrrosia lingua (Thunb.) Farw.
- Pyrrosia matsudai (Hayata) Tagawa (1949) - synonyme : Cyclophorus matsudai Hayata
- Pyrrosia mechowii (Brause & Hieron. ex Hieron.) Alston (1954) : voir Pyrrosia schimperiana (Kuhn) Alston[17]
- Pyrrosia medogensis Ching & S.K.Wu (1983)
- Pyrrosia micraster (Copel.) Tagawa (1949) - synonyme : Cyclophorus micraster Copel.[18]
- Pyrrosia mollis (Kunze) Ching (1935) - synonymes : Cyclophorus mollis (Kunze) C.Presl, Niphobolus mollis Kunze
  - Pyrrosia mollis f. alcicornu (Christ) Ching (1935) - synonyme : Cyclophorus alcicornu Christ[19]
  - Pyrrosia mollis var. mollissima Ching (1935) : voir Pyrrosia porosa var. mollissima (Ching) K.H.Shing
  - Pyrrosia mollis var. rhomboidalis (Bonap.) C.Chr. & Tardieu-Blot (1939) : voir Pyrrosia rhomboidala (Bonap.) Ching
- Pyrrosia nanchuanensis Ching (1935) : voir Pyrrosia sheareri (Baker) Ching
- Pyrrosia nayariana Ching & P.Chandra ex P.Chandra (1964) : voir Pyrrosia porosa (C.Presl) Hovenkamp
- Pyrrosia niphoboloides (Baker) M.G.Price (1974) - synonymes : Anthrophyum niphobloides (Baker) Kunze, Drymoglossum niphoboloides Baker, Taenitis niphoboloides (Baker) Luerss. (homonyme illégal de Taenitis niphoboloides T.Moore)
- Pyrrosia × nipponica M.Beppu & Seriz. (1982) - hybride de Pyrrosia linearifolia (Hook.) Ching × Pyrrosia tricuspis (Sw.) Tagawa
- Pyrrosia novoguineae (Christ) M.G.Price (1974) - synonymes : Cyclophorus novo-guineae (Christ) Nakai, Drymoglossum novo-guineae Christ
- Pyrrosia nuda (Giesenh.) Ching (1935) : voir Pyrrosia lanceolata (L.) Farw.
- Pyrrosia nudicaulis Ching (1935) : voir Pyrrosia porosa (C.Presl) Hovenkamp
- Pyrrosia nummulariifolia (Sw.) Ching (1935) - synonymes : Acrostichum nummularifolium Sw., Cyclophorus nummularifolius (Sw.) C.Chr., Galeoglossa nummularifolia (Sw.) C.Presl, Galeoglossa rotundifolia (Fée) C.Presl, Gymnopteris nummulariifolia (Sw.) C.Presl, Niphobolus nummulariifolius (Sw.) J.Sm., Niphobolus rotundifolius Fée, Polypodium nummulariifolium (Sw.) Mett.
- Pyrrosia oblanceolata (C.Chr.) Tardieu in Humbert (1960) - synonyme : Cyclophorus oblanceolatus C.Chr.
- Pyrrosia oblonga Ching (1935)[20]
- Pyrrosia obovata (Blume) Ching (1935) - synonymes : Acrostichum obovatum Blume, Galeoglossa obovata (Blume) C.Presl, Niphobolus obovatus (Blume) Kunze, Polypodium obovatum (Blume) Mett.
- Pyrrosia pachyderma (Baker) Ching (1935) : voir Pyrrosia adnascens (Sw.) Ching
- Pyrrosia pannosa (Mett. ex Kuhn) Ching (1935) - synonymes :  Cyclophorus pannosus (Mett. ex Kuhn) C.Chr., Niphobolus pannosus (Mett. ex Kuhn) Bedd., Polypodium pannosum Mett. ex Kuhn
- Pyrrosia pekinensis (C.Chr.) Ching (1935) : voir Pyrrosia porosa (C.Presl) Hovenkamp
- Pyrrosia penangiana (Hook.) Holttum (1955) - synonymes : Cyclophorus penangianus (Hook.) C.Chr., Niphobolus penangianus Hook., Polycampium penangianum (Hook.) C.Presl, Polypodium penangianum (Hook.) Hook.[21]
- Pyrrosia petiolosa (Christ) Ching (1935) - synonymes : Cyclophorus petiolosus (Christ) C.Chr., Niphobolus petiolosa (Christ) Diels, Polypodium petiolosum Christ
- Pyrrosia philippinensis Copel. (1952) : voir Pyrrosia porosa (C.Presl) Hovenkamp
- Pyrrosia piloselloides (L.) M.G.Price (1974) - synonymes : Drymoglossum piloselloides (L.) C.Presl, Drymoglossum rotundifolium C.Presl, Elaphoglossum piloselloides (L.) Keyserl., Lemmaphyllum piloselloides (L.) Luerss., Notholaena piloselloides (L.) Kaulf. ex Kaulf., Oetosis piloselloides (L.) Kuntze, Pteris piloselloides L., Pteropsis piloselloides (L.) Desv., Taenitis piloselloides (L.) R.Br.
- Pyrrosia platyphylla Hovenkamp (1984)
- Pyrrosia polydactyla (Hance) Ching (1935) - synonymes : Cyclophorus polydactylus (Hance) C.Chr., Niphobolus polydactylon (Hance) Giesenh. ex Diels, Polypodium polydactylon Hance, Pyrrosia × pseudopolydactylis Seriz.
- Pyrrosia porosa (C.Presl) Hovenkamp (1984) - synonymes : Cyclophorus acrocarpus (Christ & Giesenh.) C.Chr., Cyclophorus davidii (Baker) H.Lév., Cyclophorus gralla (Giesenh.) C.Chr., Cyclophorus malacophyllus C.Chr., Cyclophorus pekinensis C.Chr., Cyclophorus pekinensis f. minor C.Chr., Cyclophorus porosus (C.Presl) C.Presl, Cyclophorus stenophyllus (Bedd.) C.Chr., Cyclophorus sticticus (Kunze) C.Chr., Cyclophorus subfissus Hayata, Cyclophorus xiphioides (Christ) C.Chr., Niphobolus acrocarpus Christ & Giesenh., Niphobolus davidii (Baker) Giesenh. ex Diels, Niphobolus gralla Giesenh., Niphobolus porosus C.Presl, Niphobolus stenophyllus (Bedd.) Giesenh., Niphobolus sticticus Kunze, Niphobolus xiphioides Christ, Polypodium davidii Baker, Polypodium porosum Wall., Polypodium porosum (C.Presl) Mett., Polypodium sticticum (Kunze) Mett., Pyrrosia davidii (Baker) Ching, Pyrrosia nayariana Ching & P.Chandra, Pyrrosia nudicaulis Ching, Pyrrosia pekinensis (C.Chr.) Ching, Pyrrosia stictica (Kunze) Holttum, Pyrrosia subfissa (Hayata) Ching[22]
  - Pyrrosia porosa var. mollissima (Ching) K.H.Shing (1993) - synonymes : Polypodium mollissimum Christ (homonyme illégal de Polypodium mollissimum Fée), Pyrrosia mollis var. mollissima Ching
  - Pyrrosia porosa var. stenophylla (Bedd.) Hovenkamp (1984) - synonymes : Niphobolus fissus var. stenophyllus Bedd., Pyrrosia stenophylla (Bedd.) Ching, Pyrrosia tibetica Ching, Pyrrosia tibetica var. angustata Ching
  - Pyrrosia porosa var. tonkinensis (Giesenh.) Hovenkamp (1984) - synonymes : Cyclophorus tonkinensis (Giesenh.) C.Chr., Niphobolus tonkinensis Giesenh., Pyrrosia tonkinensis (Giesenh.) Ching
- Pyrrosia princeps (Mett.) C.V.Morton (1970) - synonymes : Polypodium princeps Mett., Niphobolus princeps (Mett.) Giessenh. ex Diels
- Pyrrosia pseudocalvata Ching, Boufford & K.H.Shing (1983) : voir Pyrrosia subfurfuracea (Hook.) Ching
- Pyrrosia pseudodrakeana K.H.Shing (1993)
- Pyrrosia × pseudopolydactylis Seriz. (1970) : voir Pyrrosia polydactyla (Hance) Ching
- Pyrrosia rasamalae (Racib.) K.H.Shing (1983) - synonymes : Cyclophorus rasamalae (Racib.) C.Chr., Niphobolus rasamalae (Racib.) Giessenh., Polypodium rasamalae Racib.
- Pyrrosia rhodesiana (C.Chr.) Schelpe (1952.) - synonyme : Cyclophorus rhodesianus C.Chr.
- Pyrrosia rhomboidala (Bonap.) Ching (1935) (Qin Renchang avait mal accordé l'épithète spécifique : rhomboidalis) - synonymes : Cyclophorus rhomboidalis Bonap., Pyrrosia mollis var. rhomboidalis (Bonap.) C.Chr. & Tardieu[23]
- Pyrrosia rupestris (R.Br.) Ching (1935) - synonymes : Craspedaria rupestris (R.Br.) Link, Cyclophorus rupestris (R.Br.) C.Chr., Niphobolus rupestris (R.Br.) Giessenh., Polypodium rupestre R.Br.
- Pyrrosia samarensis (C.Presl) Ching (1935) - synonymes : Cyclophorus samarensis (C.Presl) C.Chr., Gyrosorium samarense C.Presl, Niphobolus samarensis (C.Presl) Fée, Polypodium samarense (C.Presl) Mett.
- Pyrrosia schimperiana (Mett. ex Kuhn) Alston (1934) - synonymes : Cyclophorus mechowii Brause & Hieron. ex Hieron.,Cyclophorus schimperianus (Mett. ex Kuhn) C.Chr., Niphobolus mechowii Brause & Hieron. ex Hieron., Niphobolus schimperianum (Mett. ex Kuhn) Giessenh., Polypodium schimperianum Mett. ex Kuhn, Pyrrosia mechowii (Brause & Hieron. ex Hieron.) Alston
  - Pyrrosia schimperiana var. liebuschii (Hieron.) Hovenkamp (1984) - synonymes : Cyclophorus liebuschii Hieron, Niphobolus libesuchii (Hieron) Peter, Pyrrosia liebuschii (Hieron.) Schelpe
  - Pyrrosia schimperiana var. mechowii (Brause & Hieron. ex Hieron.) Schelpe
- Pyrrosia scolopendrina (Bory) Ching ((1941) - synonymes : Cyclophorus scolopendrium (Bory) Desv., Pteris scolopendrina Bory, Pteropsis scolopendrina (Bory) Desv., Vittaria scolopendrina (Bory) Mett. (homonyme : Vittaria scolopendrina (Bory) Schkuhr ex Thwaites)[24]
- Pyrrosia serpens (G.Forst.) Ching (1935) (Ren Chang Ching avait mal accordé l'épithète spécifique : ce devrait être serpensis) - synonymes : Acrostichum bicolor (Kaulf.) Cav., Craspedaria serpens (G.Forst.) C.Presl, Cyclophorus serpens (G.Forst.) C.Chr., Niphobolus bicolor Kaulf., Polypodium bicolor (Kaulf.) Mett., Polypodium serpens G.Forst (non Sw.), Polypodium stoloniferum J.F.Gmel., Pyrrosia bicolor (Kaulf.) Ching[25]
- Pyrrosia sheareri (Baker) Ching (1935) - synonymes : Cyclophorus sheareri (Baker) C.Chr., Niphobolus sheareri (Baker) Diels, Polypodium sheareri Baker, Pyrrosia grandissima (Hayata) Ching
- Pyrrosia shennongensis K.H.Shing (1997)
- Pyrrosia similis Ching (1935)
- Pyrrosia sphaerosticha (Mett.) Ching (1935) - synonyme : Polypodium spaerostichum Mett.
- Pyrrosia splendens (C.Presl) Ching (1935) - synonymes : Apalophlebia splendens (J.Sm.) C.Presl, Cyclophorus splendens (J.Sm) C.Chr., Niphobolus splendens J.Sm., Polypodium splendens (J.Sm.) Hook.
- Pyrrosia stellata (Copel.) Parris (1980) : voir Pyrrosia adnascens (Sw.) Ching
- Pyrrosia stenophylla (Bedd.) Ching (1935) : voir Pyrrosia porosa var. stenophylla (Bedd.) Hovenkamp
- Pyrrosia stictica (Kunze) Holttum (1969) : voir Pyrrosia porosa (C.Presl) Hovenkamp
- Pyrrosia stigmosa (Sw.) Ching (1935) - synonymes : Cyclophorus stigmosus (Sw.) Desv., Niphobolus stigmosus (Sw.) Moore, Polypodium stigmosum Sw., Pyrrosia chinensis Mirb.
- Pyrrosia stolzii (Hieron.) Schelpe (1952) - synonyme : Niphobolus stolzii Hieron.
- Pyrrosia subfissa (Hayata) Ching (1935) : voir Pyrrosia porosa (C.Presl) Hovenkamp
- Pyrrosia subfurfuracea (Hook.) Ching (1935) - synonymes : Cyclophorus asterosorus fo. subfurfuracea (Hook.) Aldew., Cyclophorus esquirolii H.Lév., Cyclophorus subfurfuraceus (Hook.) C.Chr., Polypodium calvatum Baker, Polypodium subfurfuraceum Hook., Pyrrosia calvata (Baker) Ching, Pyrrosia pseudocalvata Ching, Boufford & K.H.Shing, Pyrrosia subtruncata Ching
- Pyrrosia subtruncata Ching (1935) : voir Pyrrosia subfurfuracea (Hook.) Ching
- Pyrrosia subvelutina (Christ) Ching (1935) : voir Pyrrosia boothii (Hook.) Ching
- Pyrrosia tibetica Ching (1945) : voir Pyrrosia porosa var. stenophylla (Bedd.) Hovenkamp
  - Pyrrosia tibetica var. angustata Ching : voir Pyrrosia porosa var. stenophylla (Bedd.) Hovenkamp
- Pyrrosia tonkinensis (Giesenh.) Ching (1935) : voir Pyrrosia porosa var. tonkinensis (Giesenh.) Hovenkamp
- Pyrrosia transmorrisonensis (Hayata) Ching (1935) - synonyme : Cyclophorus transmorrisonensis Hayata
- Pyrrosia tricholepis (Carruth.) Ching (1965) - synonyme : Niphobolus tricholepis Carruth. ex Seemann[26]
- Pyrrosia tricuspis (Sw.) Tagawa (1957)
- Pyrrosia varia Farw. (1931) : voir Pyrrosia lanceolata (L.) Farw.
- Pyrrosia winkleri (Rosenst.) Tagawa (1973) - synonyme : Cyclophorus winkleri Rosenst.

## Historique et position taxinomique
Charles François Brisseau de Mirbel décrit une première fois le genre sans type. Il établit le type à partir d'un exemplaire de Chine : Pyrrosia chinensis, dans le volume 5 (même année). Le nom du genre est tiré de πυρρόσ, couleur brun roux en grec.
En 1811, Nicaise Auguste Desvaux crée le genre Cyclophorus, dont la très grande majorité des espèces sont maintenant dans le genre Pyrrosia. Il y place six espèces : Cyclophorus adnescens (Sw.) Desv., Cyclophorus heterophyllus (L.) Desv., Cyclophorus spissus (Bory ex Willd.) Desv., Cyclophorus longifolius (Burm.f) Desv., Cyclophorus stigmosus (Sw.) Desv. et Cyclophorus glaber Desv. Il cite aussi quatre espèces du genre Polypodium déterminées par Olof Peter Swartz - Polypodium angustatum Sw., Polypodium lingua (Thunb.) Sw. Polypodium polycarpon Sw. et Polypodium tricuspe Sw. - comme devant y être classées ce qu'il réalisera dans les Annales de la société linnéenne de Paris en 1813.
En 1824, Georg Friedrich Kaulfuss crée le genre Niphobolus où il range toutes les espèces du genre Cyclophorus ; la très grande majorité des espèces classées dans ce genre sont maintenant dans le genre Pyrrosia.
En 1849, Karel Bořivoj Presl décrit plusieurs genres : 
- Apalophlebia (p. 137-139 de Epimeliae botanicae) avec quatre espèces (Apalphlebia costata (Wall. ex C. Presl) C. Presl, Apalophlebia flocculosa (D.Don) C.Presl, Apalophlebia splendens (J.Sm.) C.Presl et Apalophlebia venosa (Blume) C.Presl)
- Gyrosorium (p. 139-141 de Epimeliae botanicae) avec quatre espèces (Gyrosorium africanum (Kunze) C.Presl, Gyrosorium angustatum (Sw.) C.Presl, Gyrosorium fissum (Blume) C.Presl et Gyrosorium samarense C.Presl)
- Polycampium (p. 135-137 de Epimeliae botanicae) avec trois espèces (Polycampium lingua (Thunb.) C.Presl, Polycampium penangianum (Hook.) C.Presl et Polycampium hastatum (Thunb.) C.Presl)
- Sphaerostichum (p. 134-135  de Epimeliae botanicae) avec deux espèces (Sphaerostichum abbreviatum (Zoll. & Moritzi) C.Presl et Sphaerostichum acrostichoides (J.Sm.) C.Presl)

Toutes les espèces classées dans ces genres sont actuellement dans le genre Pyrrosia : il s'agit donc de genres entièrement synonymes.
Dans le même ouvrage, il place plusieurs espèces dans le genre Cyclophorus Desv.
En 1857, Georg Heinrich Mettenius replace dans le genre Polypodium la totalité des espèces des genres Cyclophorus, Niphobolus et Pyrrosia. Ce travail, très documenté de Mettenius même si son reclassement a été totalement remis en cause, est complètement ignoré des index The Plant List et Tropicos. 
La même année, John Smith créé le genre Niphopsis avec une seule espèce : Niphopsis angustatus (Sw.) J.Sm., synonyme de Pyrrosia angustata (Sw.) Ching.
En 1863, William Jackson Hooker place toutes les espèces des genres Cyclophorus et Niphobolus dans le sous-genre Niphobolus (Kaulf.) Hook. du genre Polypodium.
En 1901, Karl Friedrich Georg Giesenhagen publie une monographie très complète du genre Niphobolus dont toutes les espèces sont maintenant reclassées dans le genre Pyrrosia.
En 1905, dans Index filicum (en référence), Carl Frederik Albert Christensen fait le choix du genre Cyclophorus Desv. pour toutes les espèces du genre Niphobolus, espèces maintenant toutes placées dans le genre Pyrrosia.
En 1908, Cornelis Rugier Willem Karel van Alderwerelt van Rosenburgh crée deux sections du genre Cyclophorus : Niphobolus et Niphopsis. Ces deux sections correspondent aux deux sous-genres établis par Ren Chang Ching et Kung Hsia Shing.
En 1935, Ren Chang Ching publie une révision entière du genre avec le reclassement généralisé des espèces du genre Cyclophorus dans le genre Pyrrosia
En 1983, Kung Hsia Shing, avec Ren Chang Ching, publie une refonte complète du genre (en référence). En particulier, ils en clarifient les subdivisions avec la hiérarchie suivante :
- sous-genre Pyrrosia- type Pyrrosia lingua (Thunb.) Farw.
  - section Pyrrosia- type Pyrrosia lingua (Thunb.) Farw.
    - série Pyrrosia - type Pyrrosia lingua (Thunb.) Farw.
    - série Heteractides Ching & K.H.Shing - type Pyrrosia heteractis (Mett. ex Kuhn) Ching
    - série Drakeanae Ching & K.H.Shing - type Pyrrosia drakeana (Franch.) Ching

  - section Dichlamys Ching & K.H.Shing
    - série Costatae Ching & K.H.Shing - type Pyrrosia costata (Wall. ex C.Presl) Tagawa & K.Iwats.
    - série Molles Ching & K.H.Shing - type Pyrrosia mollis (Kunze) Ching
- sous-genre Niphopsis (J.Sm.) Ching & K.H.Shing - type Pyrrosia angustata (Sw.) Ching

En 1984 (publication entière en 1986), Peter Hans Hovenkam réalise une nouvelle synthèse du genre, la dernière à ce jour (en référence).
Ces deux études quasi concomitantes divergent assez nettement par leur traitement des synonymes : Peter Hans Hovenkam réduit de manière drastique les espèces du genre (environ deux fois moins que Ren Chang Ching et Kung Hsia Shing) mais les méthodes employées sont identiques (il ne s'agit pas d'études phylogénétiques au sens actuel ni pour l'un ni pour les autres), les différences provenant de l'importance accordée ou non à certains critères physiologiques, en particulier la pilosité et la veination. Privilégier une approche ou l'autre pourrait relever d'un a priori non scientifique (au niveau de connaissance diffusée actuellement). Le choix de traitement a été le suivant : la synonymie établie par Peter Hans Hovenkam (et diffusée par les index Tropicos et The Plant List) a été conservée sauf quand elle concerne des espèces classées dans des séries ou sous-genres établis par Ren Chang Ching et Kung Hsia Shing différents (par exemple Pyrrosia heteractis (Mett. ex Kuhn) Ching est conservée ici comme espèce à part entière alors que l'index The Plant List en fait un synonyme de Pyrrosia lingua var heteractis (Mett. ex Kuhn) Hovenkam.
Les dernières études phylogénétiques placent le genre en relation étroite avec le genre Platycerium (étude de Eric Schuettpelz et Kathleen M. Pryer en référence). Il s'agit d'un ensemble assez isolé souvent placé dans la sous-famille des Platycerioideae.
Ce genre est caractérisé par une synonymie particulièrement importante et confuse : presque toutes les espèces ont été classées d'abord dans le genre Polypodium, puis dans le genre Niphobolus (ou inversement), puis dans le genre Cyclophorus. En plus, un certain nombre ont été placées dans les genres Acrostichum, Candolea, Gymnopteris. Les genres complètement synonymes de Presl - Apalophlebia et Gyrosorum - compliquent cette synonymie. La seule espèce Pyrrosia lanceolata compterait, si l'index The Plant List ou Hovenkamp avait été suivi et complété, plus d'une centaine de synonymes !

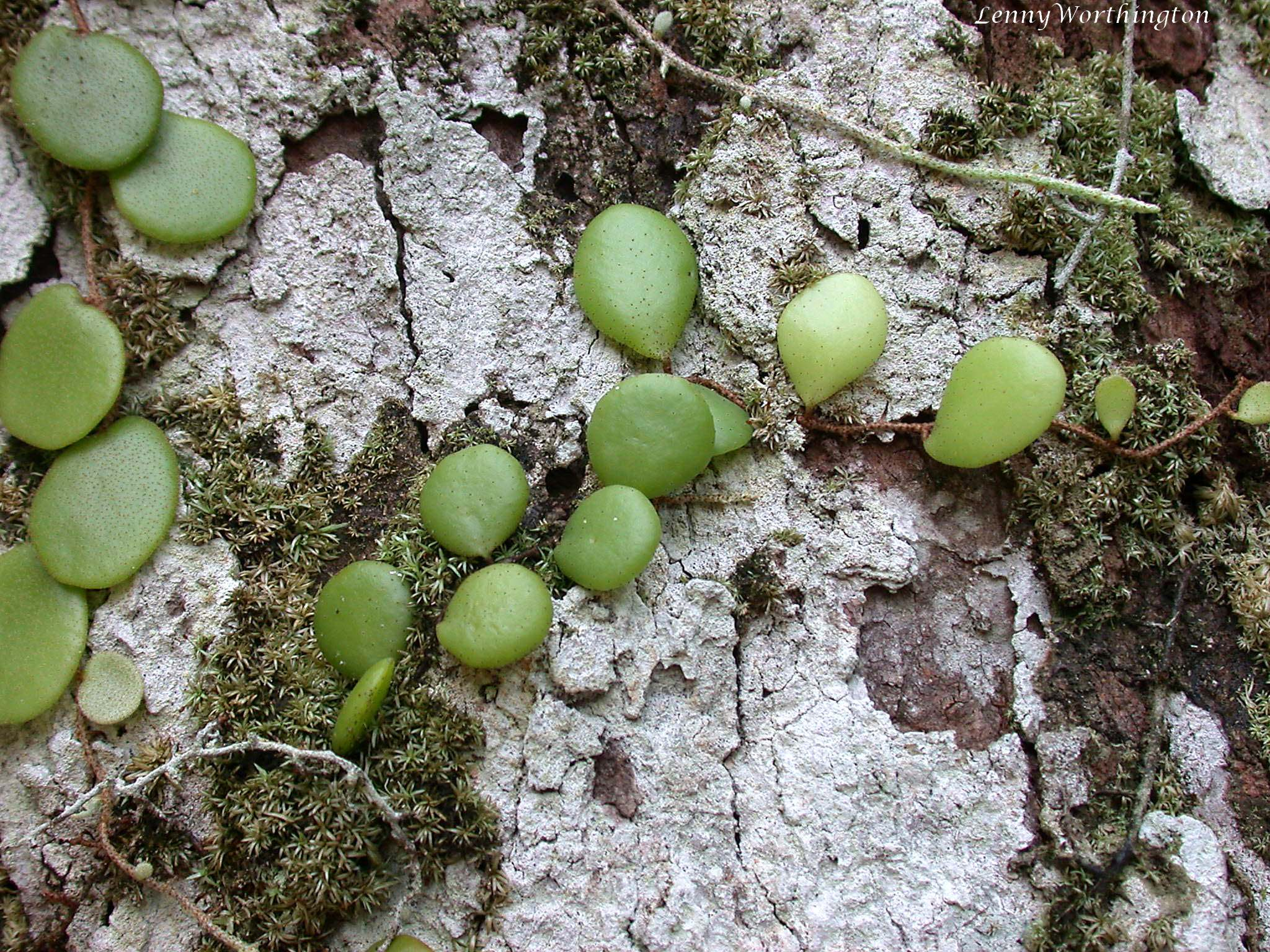
Pyrrosia piloselloides, Parc national de Khao Yai, Thaïlande
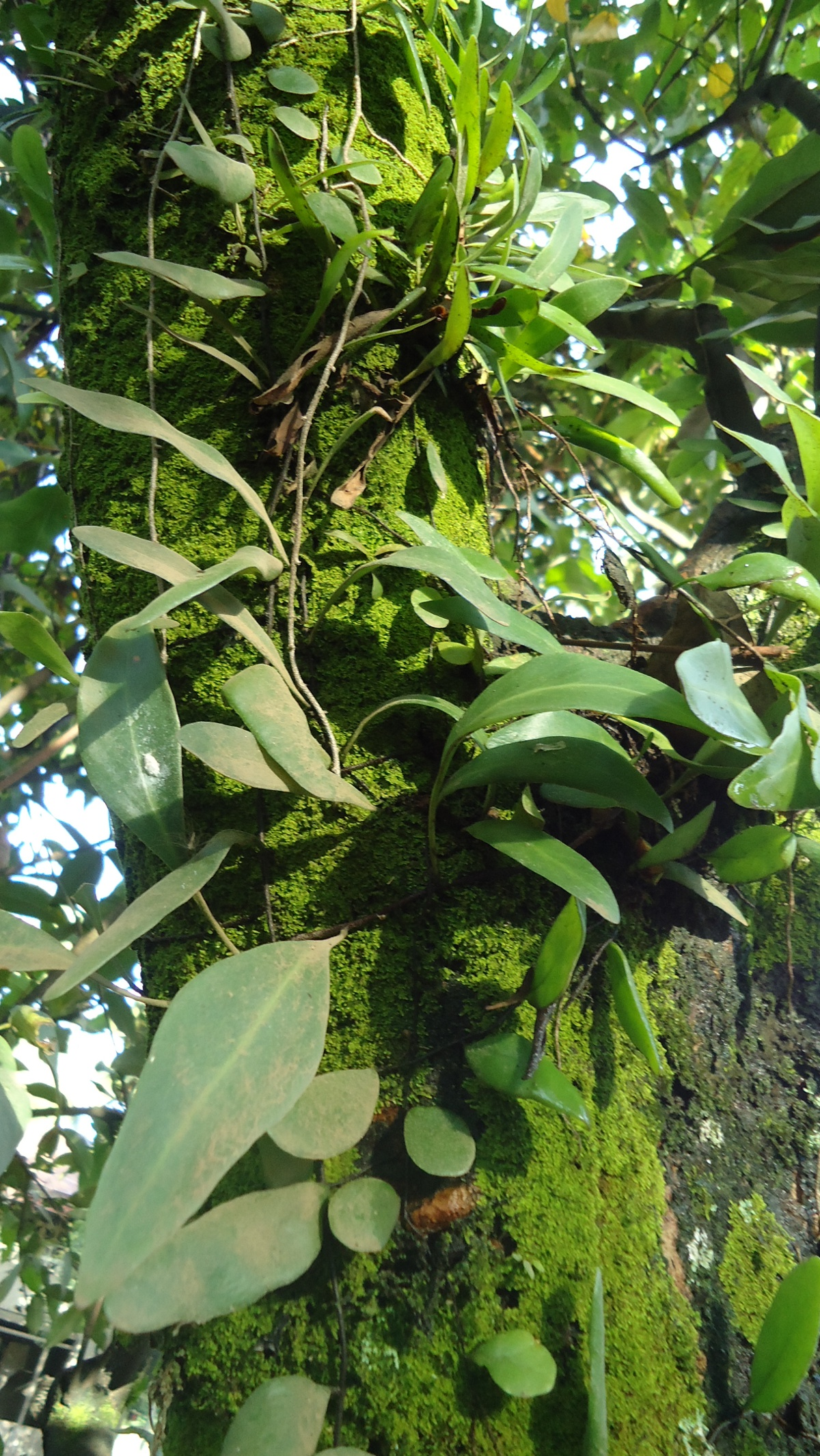
Pyrrosia piloselloides
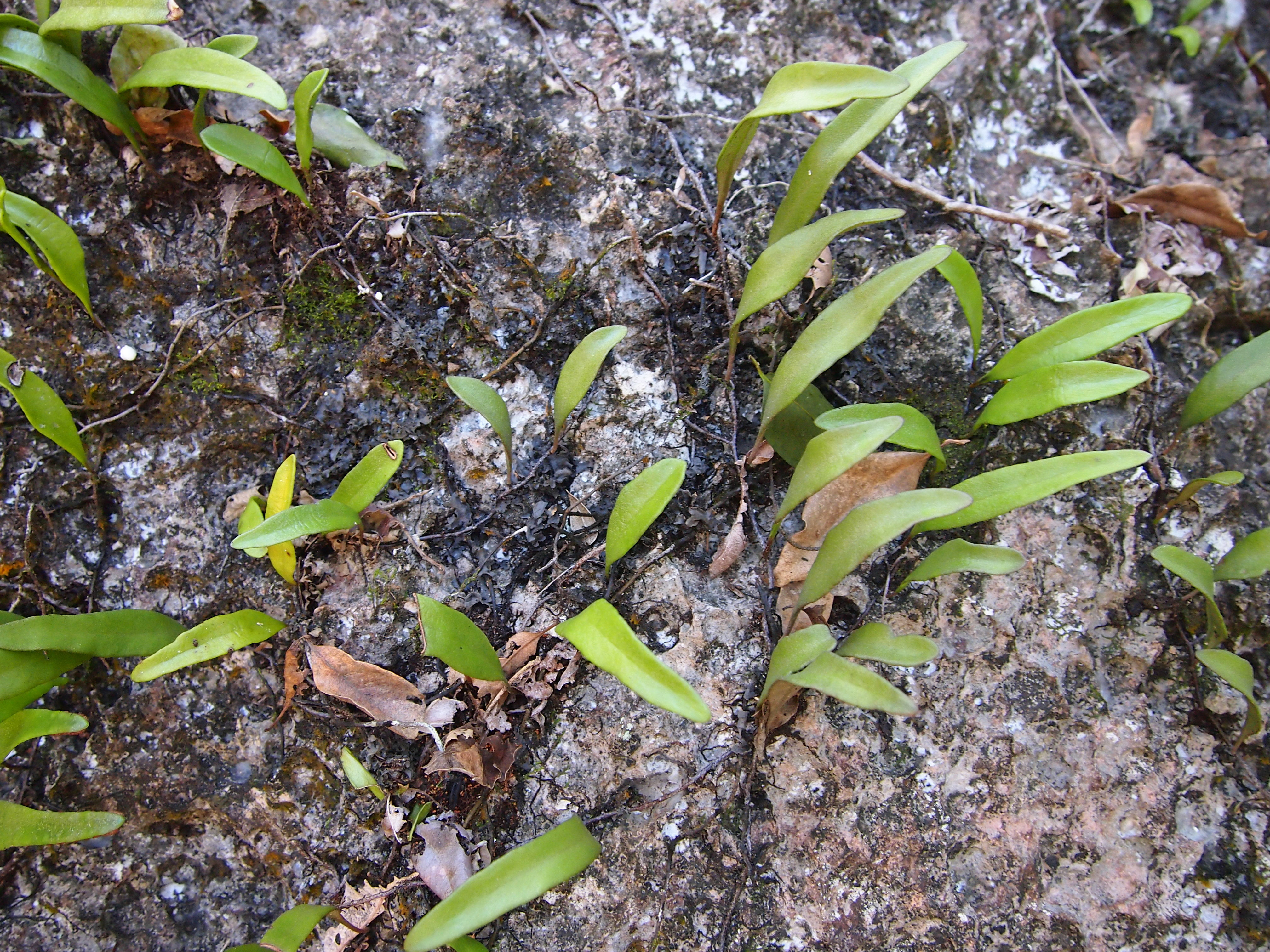
Pyrrosia confluens
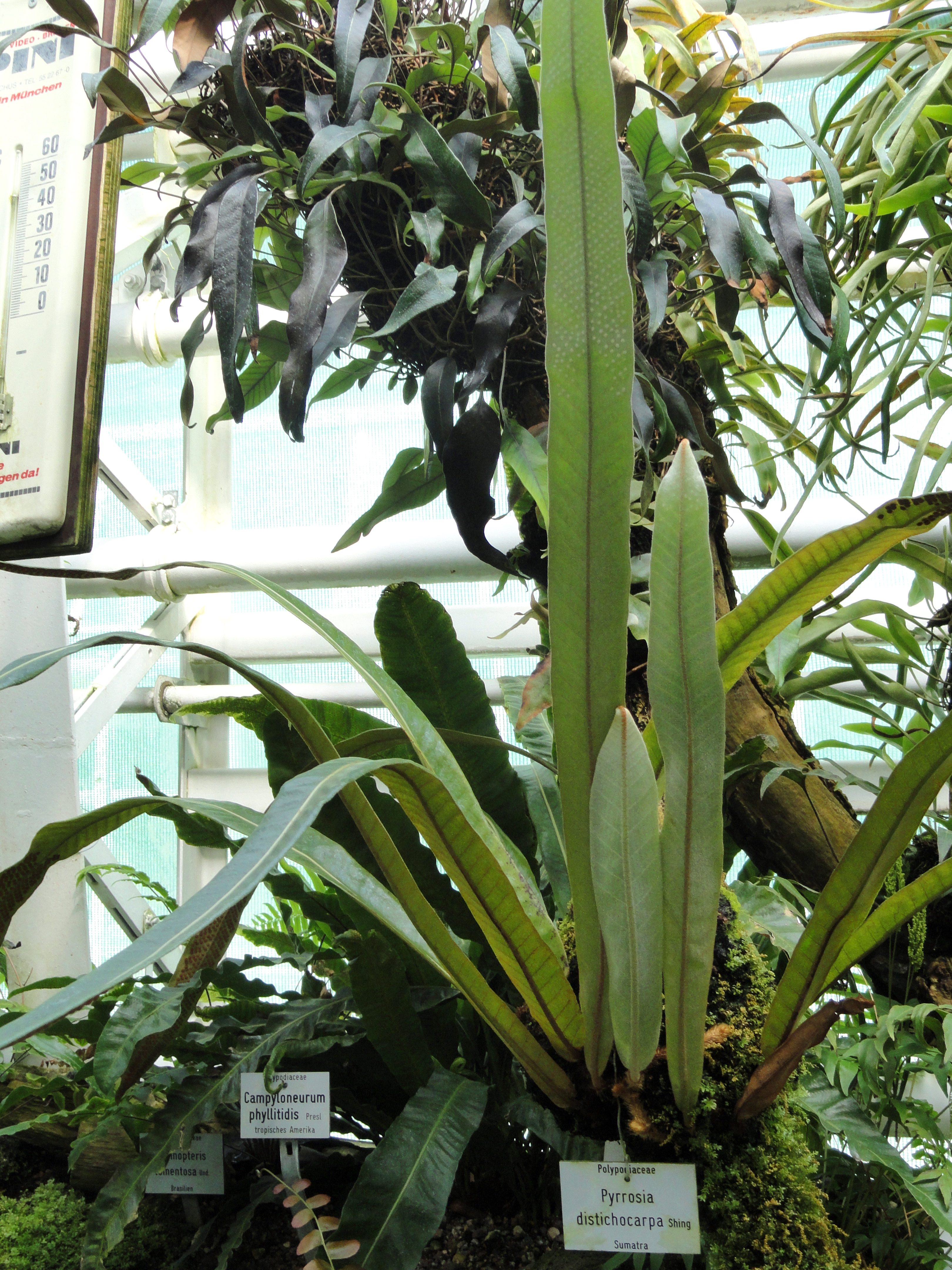
Pyrrosia distichocarpa, Jardin botanique de Munich, Allemagne
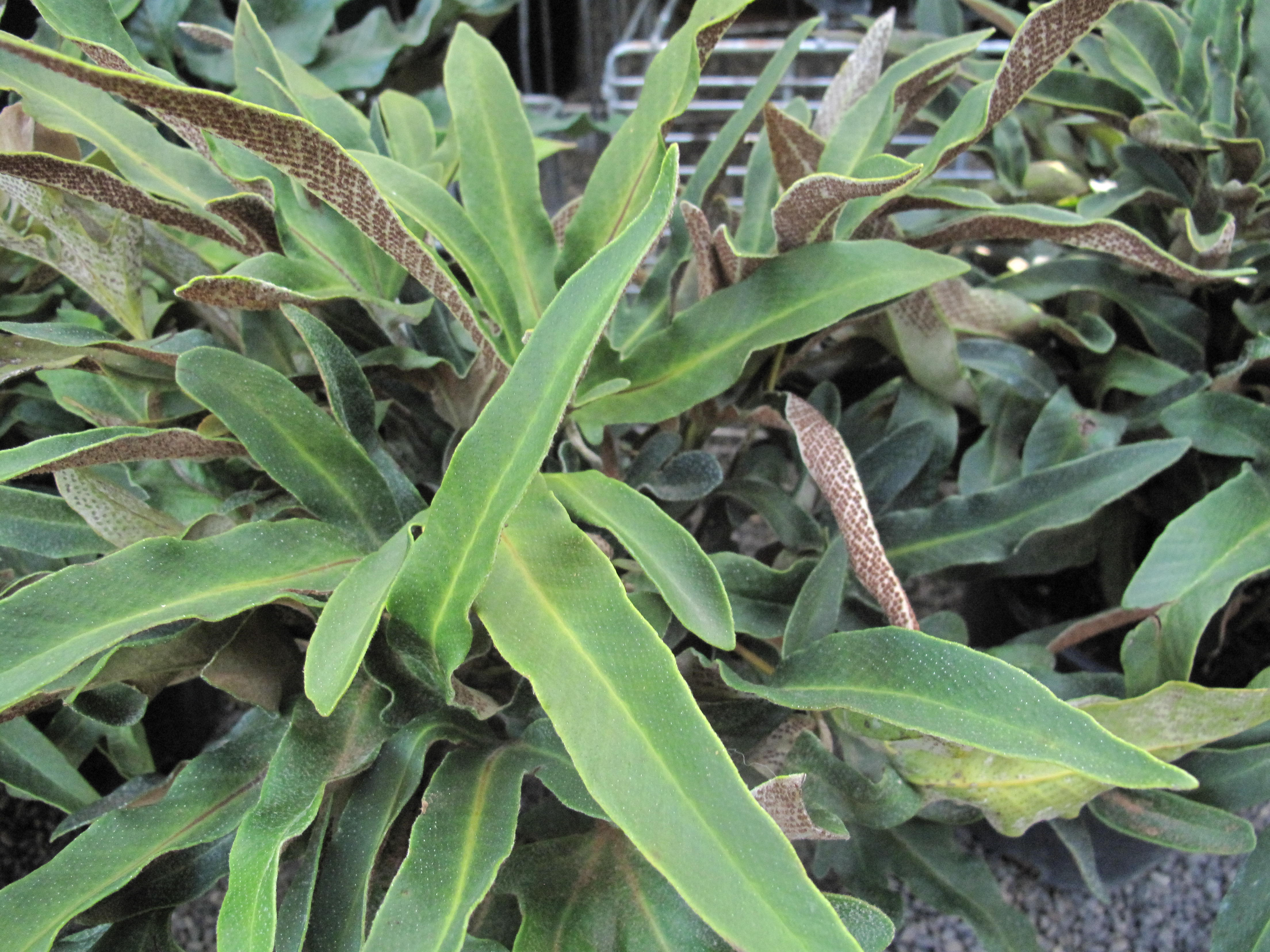
Pyrrosia hastata
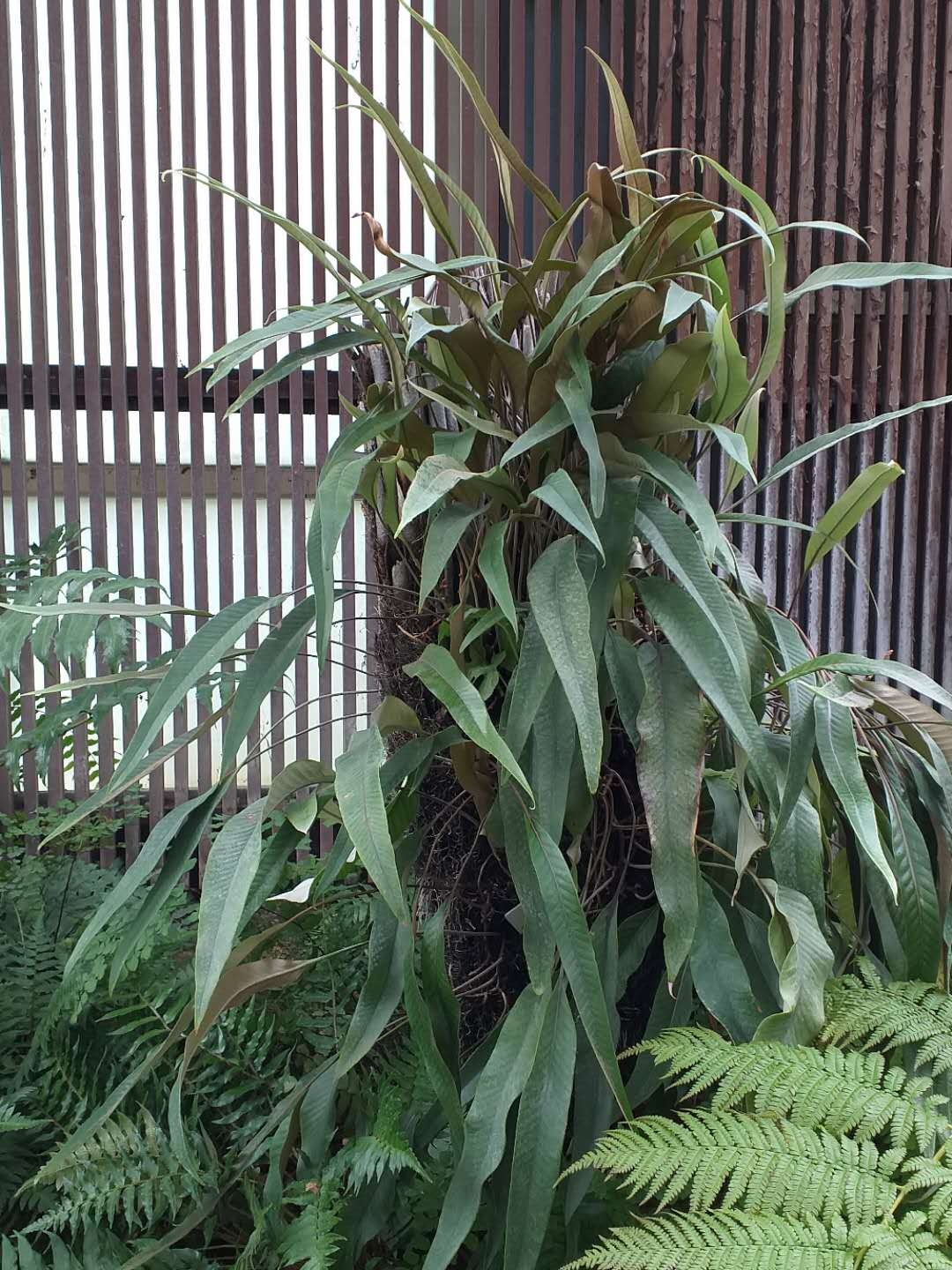
Pyrrosia lingua
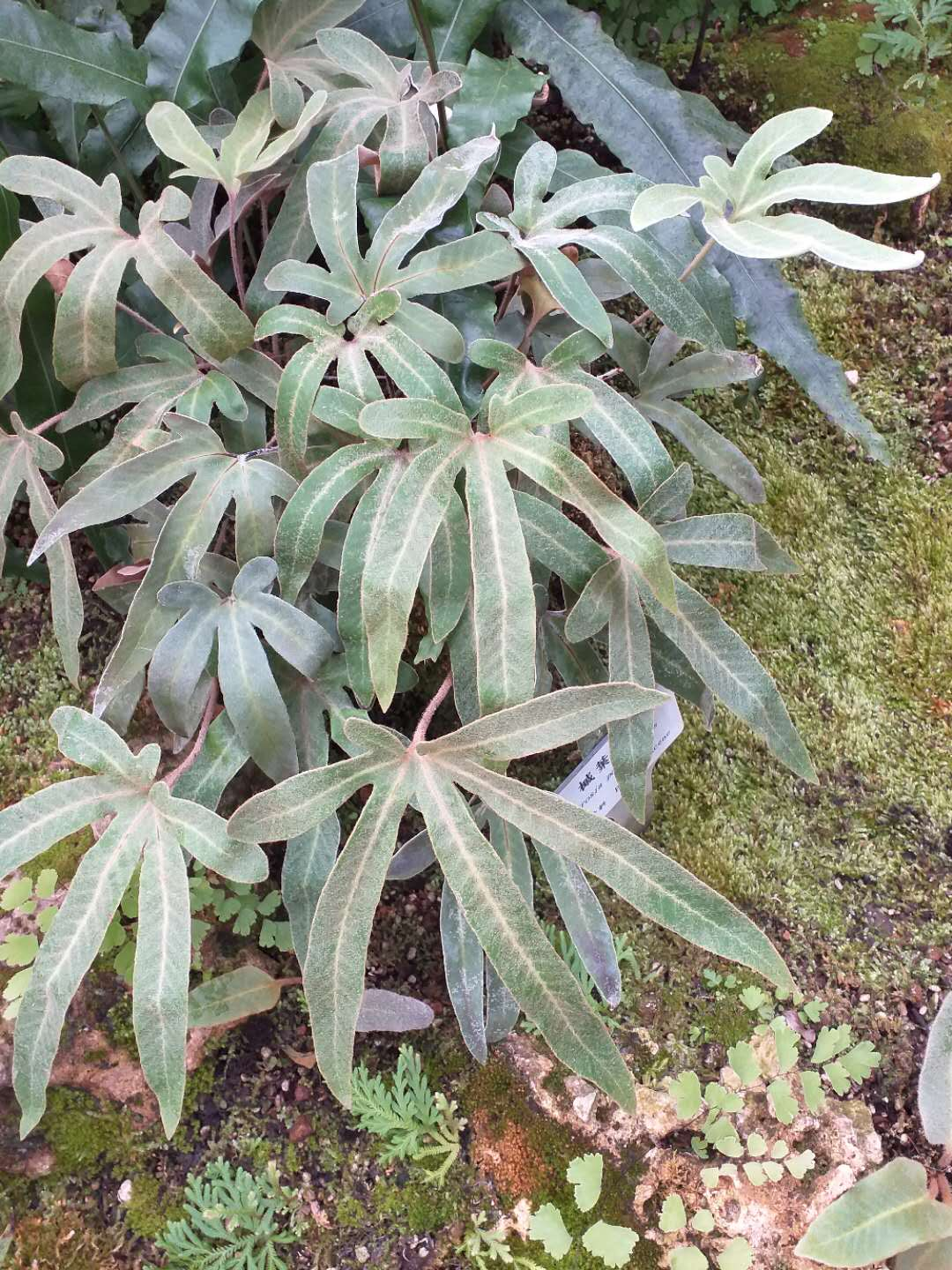
Pyrrosia polydactyla, espèce endémique de Taïwan.
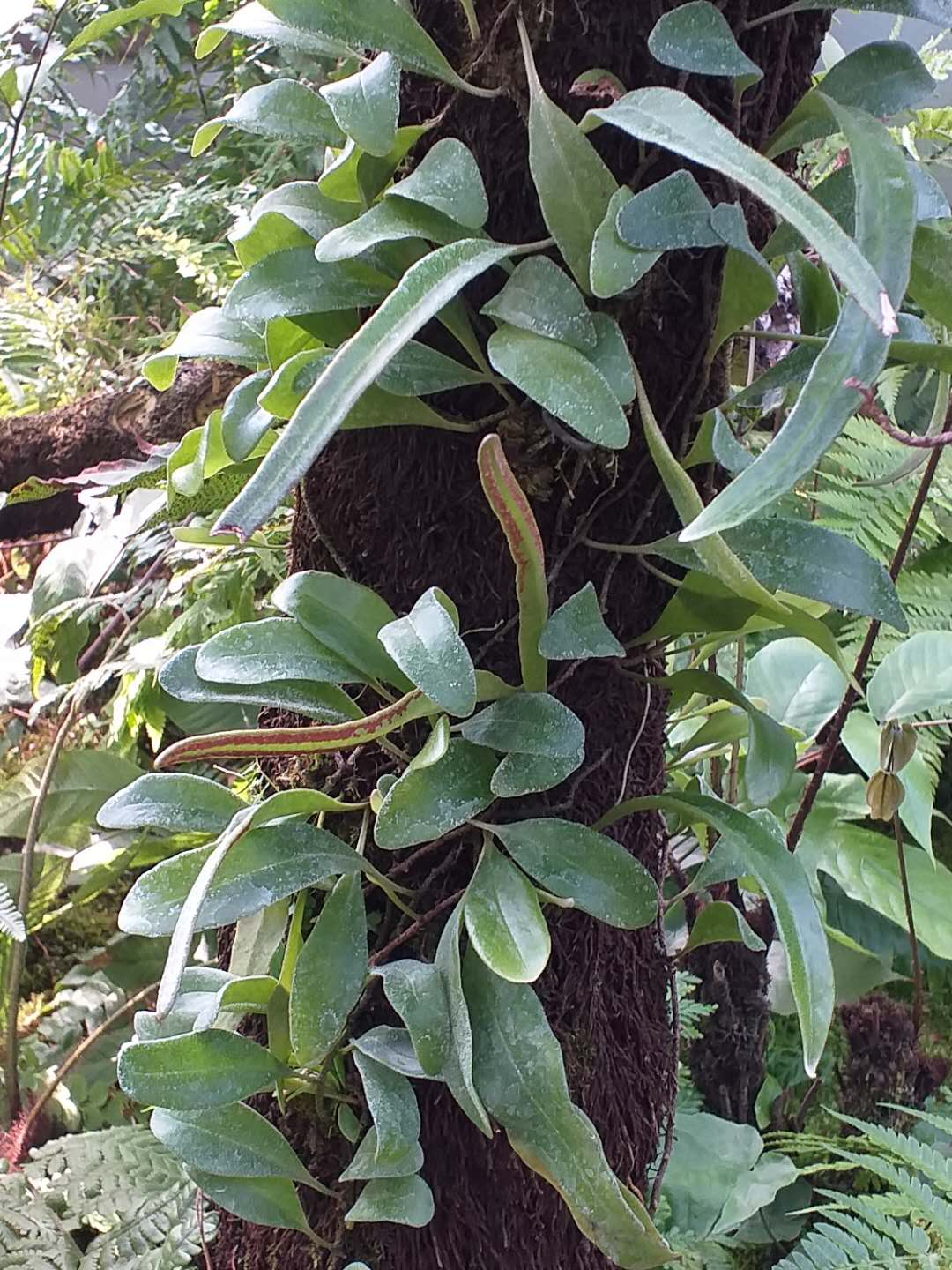
Pyrrosia adnascens, ayant deux types de feuilles : les feuilles végétatives (forme obovale) et les sporophylles.
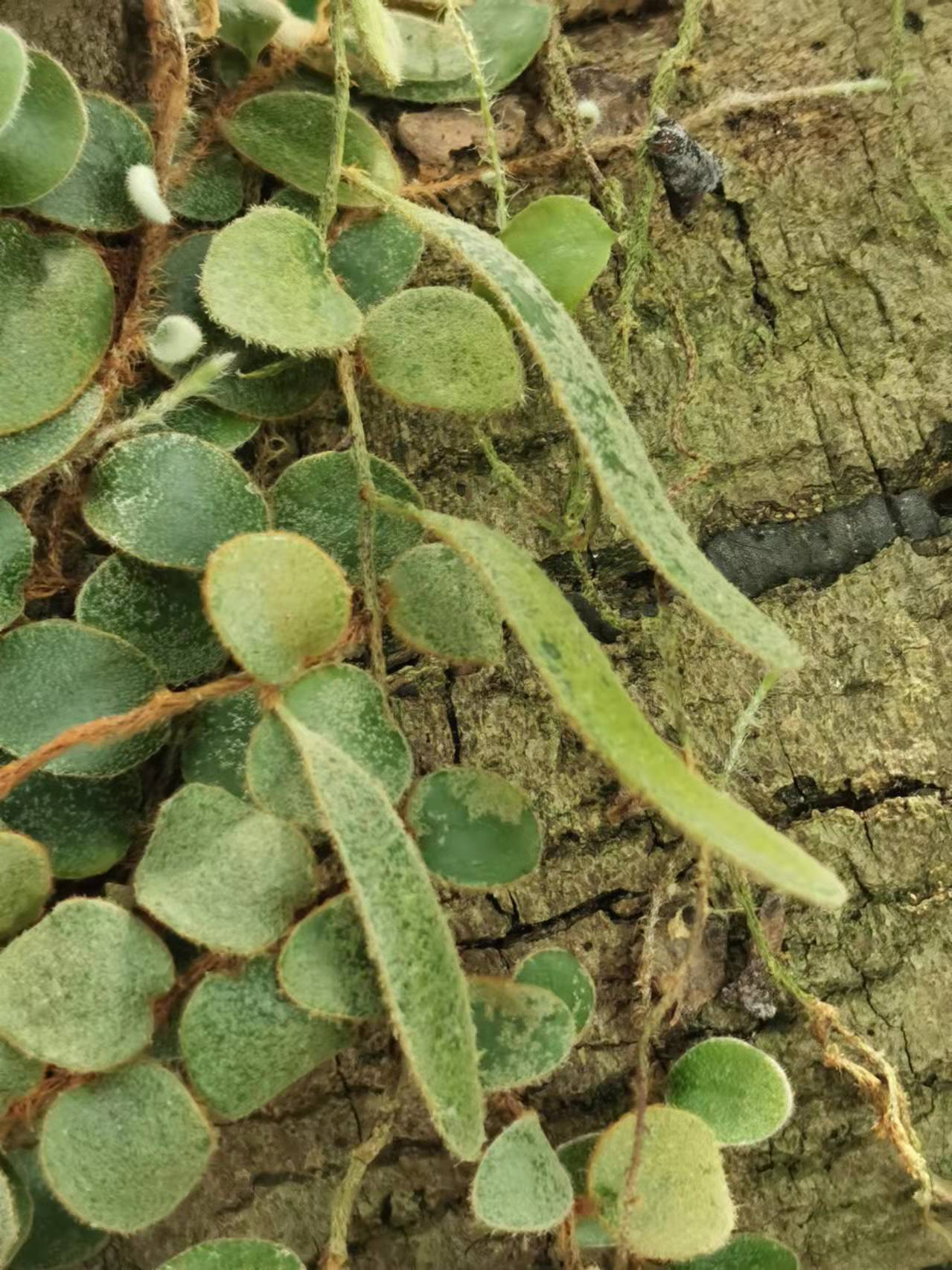
Pyrrosia nummulariifolia, les feuilles végétatives (forme ronde) et les sporophylles (forme longue).